# Macrobiotus hyperonyx
Macrobiotus hyperonyx är en djurart som tillhör fylumet trögkrypare, och som beskrevs av Walter Maucci 1982. Macrobiotus hyperonyx ingår i släktet Macrobiotus och familjen Macrobiotidae. Inga underarter finns listade i Catalogue of Life.